# ندای وظیفه: بهترین زمان
ندای وظیفه: بهترین زمان (به انگلیسی: Call of Duty: Finest Hour) یک بازی ویدئویی به سبک تیراندازی اول شخص و عنوان یکی از بازی‌های حاشیه‌ای مجموعه ندای وظیفه است که در سال ۲۰۰۴ توسط اکتیویژن برای کنسول‌های پلی‌استیشن ۲، اکس‌باکس و گیم‌کیوب عرضه شد. دنباله این بازی تحت عنوان ندای وظیفه ۲: سرخ بزرگ در سال ۲۰۰۵ عرضه شد.